# Valencia Basket Club 2024-2025
Questa voce raccoglie le informazioni riguardanti il Valencia Basket Club nelle competizioni ufficiali della stagione 2024-2025.

## Stagione
La stagione 2024-2025 del Valencia Basket Club è la 36ª nel massimo campionato spagnolo di pallacanestro, la Liga ACB.

## Roster
Aggiornato al 15 dicembre 2024.
| Valencia Basket Club 2024-25 | Valencia Basket Club 2024-25 |
| Giocatori                    | Staff tecnico                |
| ---------------------------- | ---------------------------- |

| N. | Naz.                                                   | Ruolo | Nome                   | Anno | Alt.   | Peso   |  |
| -- | ------------------------------------------------------ | ----- | ---------------------- | ---- | ------ | ------ |  |
| 0  | Senegal (bandiera)                                     | G     | Brancou Badio          | 1999 | 191 cm | 85 kg  |  |
| 2  | Spagna (bandiera)                                      | AP    | Josep Puerto           | 1999 | 199 cm | 90 kg  |  |
| 3  | Stati Uniti (bandiera) · Ungheria (bandiera)           | AC    | Nate Reuvers           | 1998 | 211 cm | 107 kg |  |
| 4  | Spagna (bandiera)                                      | AC    | Jaime Pradilla         | 2001 | 202 cm | 106 kg |  |
| 5  | Spagna (bandiera)                                      | P     | Sergio De Larrea       | 2005 | 198 cm |        |  |
| 6  | Spagna (bandiera)                                      | AP    | Xabier López-Arostegui | 1997 | 200 cm | 98 kg  |  |
| 7  | Stati Uniti (bandiera) · Armenia (bandiera)            | P     | Chris Jones            | 1993 | 188 cm | 91 kg  |  |
| 8  | Rep. Dominicana (bandiera)                             | PG    | Jean Montero           | 2003 | 188 cm | 79 kg  |  |
| 10 | Spagna (bandiera)                                      | AG    | Jorge Carot            | 2006 | 203 cm |        |  |
| 16 | Serbia (bandiera)                                      | P     | Stefan Jović           | 1990 | 195 cm | 94 kg  |  |
| 18 | Croazia (bandiera)                                     | P     | Goran Filipović        | 1996 | 180 cm | 79 kg  |  |
| 22 | Stati Uniti (bandiera) · Macedonia del Nord (bandiera) | C     | Ethan Happ             | 1996 | 208 cm | 107 kg |  |
| 23 | Spagna (bandiera)                                      | P     | Lucas Marí             | 2005 | 197 cm |        |  |
| 24 | Stati Uniti (bandiera) · Costa d'Avorio (bandiera)     | C     | Matt Costello          | 1993 | 208 cm | 109 kg |  |
| 35 | Ghana (bandiera)                                       | C     | Amida Brimah           | 1994 | 213 cm | 104 kg |  |
| 37 | Stati Uniti (bandiera) · Nigeria (bandiera)            | A     | Semi Ojeleye           | 1994 | 200 cm | 107 kg |  |
| 77 | Stati Uniti (bandiera)                                 | AG    | Nate Sestina           | 1997 | 206 cm | 106 kg |  |

| Allenatore                                                                                              |
| - Pedro Martínez                                                                                        |
| Assistente/i                                                                                            |
| - Xavi Albert - Juan Maroto - Adrián Kovács Legenda - (C) Capitano - (IN) Inattivo - Infortunato Roster |

## Mercato

### Sessione estiva
| Acquisti | Acquisti         | Acquisti       | Acquisti      | Acquisti |
| R.a      | Nome             | da             | Modalità      |          |
| -------- | ---------------- | -------------- | ------------- | -------- |
| P        | Chris Chiozza    | Saski Baskonia | svincolato    |          |
| P        | Guillem Ferrando | Estudiantes    | fine prestito |          |
| P        | Goran Filipović  | Igokea         | svincolato    |          |
| P        | Jean Montero     | Gran Canaria   | svincolato    |          |
| PG       | Brancou Badio    | Manresa        | svincolato    |          |
| AP       | Luka Božić       | Zara           | svincolato    |          |
| AP       | Millán Jiménez   | S.P. Burgos    | fine prestito |          |
| AG       | Nate Sestina     | Fenerbahçe     | svincolato    |          |
| C        | Matt Costello    | Saski Baskonia | svincolato    |          |
| C        | Ethan Happ       | Gran Canaria   | svincolato    |          |

| Cessioni | Cessioni          | Cessioni          | Cessioni       | Cessioni |
| R.       | Nome              | a                 | Modalità       |          |
| -------- | ----------------- | ----------------- | -------------- | -------- |
| P        | Chris Chiozza     | Free agent        | rescissione    |          |
| P        | Guillem Ferrando  | Girona            | fine contratto |          |
| P        | Jared Harper      | H. Gerusalemme    | fine contratto |          |
| P        | Kevin Pangos      | Napoli Basket     | fine contratto |          |
| G        | Kassius Robertson | Joventut Badalona | rescissione    |          |
| AP       | Justin Anderson   | Barcellona        | fine contratto |          |
| AP       | Luka Božić        | Força Lleida      | prestito       |          |
| AP       | Millán Jiménez    | Obradoiro         | prestito       |          |
| A        | Víctor Claver     |                   | ritirato       |          |
| AG       | Damien Inglis     | Yokoh. B-Corsairs | rescissione    |          |
| C        | Brandon Davies    | Partizan          | rescissione    |          |
| C        | Alpha Kaba        | Maccabi Tel Aviv  | fine contratto |          |
| C        | Boubacar Touré    | Free agent        | fine contratto |          |

### Dopo l'inizio della stagione
| Acquisti | Acquisti     | Acquisti | Acquisti         | Acquisti   |
| R.       | Nome         | da       | Data             | Modalità   |
| -------- | ------------ | -------- | ---------------- | ---------- |
| C        | Amida Brimah | Manresa  | 19 novembre 2024 | svincolato |

| Cessioni | Cessioni        | Cessioni   | Cessioni         | Cessioni       |
| R.       | Nome            | a          | Data             | Modalità       |
| -------- | --------------- | ---------- | ---------------- | -------------- |
| P        | Goran Filipović | Free agent | 20 novembre 2024 | fine contratto |